# Župnija Šentjanž
Župnija Šentjanž je rimskokatoliška teritorialna župnija dekanije Trebnje škofije Novo mesto.
Do 7. aprila 2006, ko je bila ustanovljena škofija Novo mesto, je bila župnija del nadškofije Ljubljana.